# Teofil Jagodziński
Teofil Jagodziński (ur. 26 listopada 1833 w Warszawie, zm. 22 marca 1907 tamże) – polski duchowny katolicki, kanonik warszawski, prefekt i wicedyrektor Warszawskiego Instytutu Głuchoniemych i Ociemniałych.

## Życiorys
Był synem Stanisława (urzędnika rządu gubernialnego) i Wiktorii z Bagniewskich. Kształcił się początkowo w domu rodzinnym, następnie w szkole prywatnej Józefa Świderskiego w Warszawie i gimnazjum filologicznym; w 1852 rozpoczął naukę w seminarium duchownym księży misjonarzy przy kościele Św. Krzyża w Warszawie, dwa lata później przeniósł się do Akademii Duchownej Warszawskiej, którą ukończył w 1858 jako kandydat teologii. Rok przed jej ukończeniem w 1857 przyjął święcenia kapłańskie z rąk biskupa Piotra Pawła Beniamina Szymańskiego.

### Działalność w Instytucie Głuchoniemych i Ociemniałych
We wrześniu tegoż roku został mianowany nauczycielem religii i kapelanem Warszawskiego Instytutu Głuchoniemych i Ociemniałych. Od 1863 przez 22 lata pełnił funkcję wicedyrektora Instytutu, by w 1885 przejąć czasowo obowiązki dyrektora; ustąpił z kierownictwa wraz z początkiem roku szkolnego 1887/1888, kiedy władze powierzyły dyrekcję Rosjaninowi Michaiłowi Zieniecowi. Ks. Jagodziński pozostał prefektem w Instytucie, troszcząc się o jego los do końca życia, m.in. na miesiąc przed śmiercią w styczniu 1907 wystosował memoriał do petersburskiego ministerstwa oświaty w sprawie nowej ustawy o Instytucie. Pismo to wydrukował "Przegląd Katolicki", którego Jagodziński był wieloletnim redaktorem odpowiedzialnym (od 1878) i publicystą.

### Godności kościelne
W okresie poprzedzającym wybuch powstania styczniowego wspierał ruch narodowościowy składkami. Wiosną i latem 1865 pełnił czasowo obowiązki proboszcza kościoła Św. Aleksandra, w związku z aresztowaniem i internowaniem ks. Juliana Zdzitowieckiego. Od 1880 otrzymał szereg godności kościelnych; był kanonikiem honorowym kaliskim, kanonikiem gremialnym warszawskim, wreszcie z nominacji Leona XIII papieskim prałatem domowym (1900).

### Publikacje dla głuchoniemych
Poza pracą duszpasterską, pedagogiczną i redaktorską w "Przeglądzie Katolickim" ks. Jagodziński współpracował z Encyklopedią Kościelną Nowodworskiego oraz ogłaszał prace z piśmiennictwa specjalnego, m.in. Książka do nabożeństwa dla głuchoniemych (1876) i Słownik mimiczny dla głuchoniemych i osób z nimi styczność mających (1879, z Józefem Hollakiem).
Zmarł 22 marca 1907 w Warszawie, na krótko przed jubileuszem 50-lecia święceń kapłańskich. Pochowany został w podziemiach kościoła Św. Karola Boromeusza przy cmentarzu Powązkowskim.